# Діер-Лік (Оклахома)
Діер-Лік (англ. Deer Lick) — переписна місцевість (CDP) в США, в окрузі Делавер штату Оклахома. Населення — 34 особи (2020).

## Географія
Діер-Лік розташований за координатами 36°27′34″ пн. ш. 94°44′49″ зх. д. / 36.45944° пн. ш. 94.74694° зх. д. (36.459467, -94.746813).  За даними Бюро перепису населення США в 2010 році переписна місцевість мала площу 2,47 км², уся площа — суходіл.

## Демографія
Згідно з переписом 2010 року, у переписній місцевості мешкало 46 осіб у 15 домогосподарствах у складі 13 родин. Густота населення становила 19 осіб/км².  Було 16 помешкань (6/км²).
Расовий склад населення:
| - 56,5 % — білих - 32,6 % — корінних американців |

До двох чи більше рас належало 10,9 %. Частка іспаномовних становила 0,0 % від усіх жителів.
За віковим діапазоном населення розподілялося таким чином: 19,6 % — особи молодші 18 років, 67,4 % — особи у віці 18—64 років, 13,0 % — особи у віці 65 років та старші. Медіана віку мешканця становила 44,0 року. На 100 осіб жіночої статі у переписній місцевості припадало 109,1 чоловіків;  на 100 жінок у віці від 18 років та старших — 117,6 чоловіків також старших 18 років.
Цивільне працевлаштоване населення становило 0 осіб. 